# 10158 Taroubou
10158 Taroubou este un asteroid din centura principală de asteroizi.

## Descriere
10158 Taroubou este un asteroid din centura principală de asteroizi. A fost descoperit pe 3 decembrie 1994 la Ōizumi de Takao Kobayashi. El prezintă o orbită caracterizată de o semiaxă mare de 2,45 ua, o excentricitate de 0,21 și o înclinație de 5,4° în raport cu ecliptica.